# Jon Yong-jin
Jon Yong-jin († 2014) war ein nordkoreanischer Politiker und nordkoreanischer Botschafter in Kuba. 

## Ableben
Er war verheiratet mit Jang Kye-sun, der älteren Schwester des im Dezember 2013 hingerichteten Jang Song-thaek. Im Rahmen einer von Kim Jong-un durchgeführten Säuberungswelle unter engen Vertrauten und Mitarbeitern von Jang Song-thaek wurden er und seine Frau 2014 gemeinsam mit Jangs ehemaligem Stellvertreter O Sang-hon zur Todesstrafe verurteilt und hingerichtet.